# Ibbenbüren
Ibbenbüren är en gruvstad i västra Tyskland, belägen i Kreis Steinfurt, Regierungsbezirk Münster i förbundslandet Nordrhein-Westfalen. Staden har cirka 53 000 invånare. Ibbenbürens näringsliv har präglats av den stora gruvan där stenkol bryts och det intilliggande kolkraftverket. Gruvan lades ned i augusti 2018, då kolbrytningen upphörde.